# Vliegtuigvoortstuwing
Het principe van voortstuwing is gebaseerd op het versnellen of trachten te versnellen van de omgeving of een gedeelte ervan. Zo zal een rijdende auto de aarde onder zich trachten te versnellen, een varend schip tracht een gedeelte van de omringende zee te versnellen en een vliegtuig zal dus een gedeelte van de omringende lucht trachten te versnellen.

## Vliegtuig
Voor vliegtuigen wordt deze kracht ontwikkeld door een motor welke een propeller aandrijft, of door een motor welke een sterke gasstraal ontwikkelt. Het kenmerkende verschil tussen een propeller en een straalmotor is het volgende: Bij een propeller krijgt een grote massa lucht een kleine versnelling, terwijl bij een straalmotor een kleine massa lucht een grote versnelling krijgt.
In de grote luchtvaart worden uitsluitend gasturbinemotoren toegepast. De reden hiervoor is, dat een gasturbine een groot vermogen kan ontwikkelen en dit vermogen ook in een zeer korte tijd kan ontwikkelen, dit is in tegenstelling tot de verbrandingsmotoren. Een andere reden is ook dat de vermogens/gewichtsverhouding zeer gunstig is bij gasturbinemotoren.
Bij kleinere vliegtuigen worden ook wel gasturbinemotoren toegepast, maar deze drijven dan propellers aan, dit worden turboprops genoemd. Voorbeelden zijn de Fokker 50 en de Lockheed P-3 Orion.
De keuze tussen een straalmotor of een turboprop is afhankelijk van de vliegsnelheid welke men wenst te vliegen met een bepaald type vliegtuig.

## Formules

#### Tweede wet van Newton
De tweede en derde wet van Newton zijn van belang voor het bewijzen van voortstuwing. 
De tweede wet van Newton luidt: {\displaystyle F=m\times a}
Hierin is F een kracht in newton, m de massa van het object in kilogrammen en a de versnelling in m/s². Om dus een massa (vliegtuig) te versnellen is er een kracht nodig.

#### Derde wet van Newton
De derde wet van Newton zegt dat elke uitgeoefende kracht een gelijke tegengestelde kracht produceert.
De derde wet van Newton luidt: {\displaystyle actie=-reactie}
De motor van het vliegtuig die de versnellingskracht veroorzaakt zal dus een even grote, maar tegengestelde kracht ondervinden. Deze kracht zorgt voor de voortstuwing.